# Malcom Bertschy
Pour les articles homonymes, voir Bertschy.
Pas d'image ? Cliquez ici

a Compétitions nationales et continentales officielles uniquement.

b Matchs officiels uniquement.
Dernière mise à jour le 23 septembre 2023.
Malcom Bertschy, né le 27 janvier 2000, est un joueur français de rugby à XV, évoluant au poste d'ailier à l'US bressane.

## Biographie
Malcom Bertschy débute le rugby au RC panonnais, avant d'intégrer le XV dionysien. À l'époque, il pratique aussi l'athlétisme. Il passe des tests d'entrée pour les pôles espoirs réunionnais des deux sports, mais choisit finalement le rugby. Il propose ensuite sa candidature pour rejoindre un pôle espoir en métropole. Il reçoit plusieurs réponses positives, et choisit d'intégrer le pôle espoir de Tours, où évolue d'autres jeunes réunionnais. En parallèle, il intègre l'US Tours,, avant d'intégrer le centre de formation du Stade rochelais.
Après son arrivée à La Rochelle, il devient international à XV des moins de 17 ans, puis participe au championnat d'Europe des moins de 18 ans de rugby à sept. 
Début 2020, il intègre le groupe professionnel rochelais tout en continuant à évoluer en espoirs. Il connaît sa première apparition en Top 14 en novembre face à la Section paloise. Début 2021, il obtient une prolongation de contrat jusqu'en 2023. A sa demande, il requiert un prêt afin d'obtenir plus de temps de jeu. Il dispute ainsi la saison 2022-2023 sous les couleurs du Rouen Normandie rugby.
Bien qu'ayant disposé d'un fort de temps de jeu en Pro D2, il descend encore d'un niveau, s'engageant avec l'US bressane, qui évolue en Nationale pour la saison 2023.